# Monomère
En chimie, un monomère est une substance, le plus souvent organique, utilisée dans la synthèse des oligomères et des polymères au cours d'une réaction d'oligomérisation ou de polymérisation. Le mot monomère vient du grec monos, un seul ou une seule, et meros, partie.
En biologie, un monomère (ou sous-unité) est l'élément constitutif des protéines multimériques telles l'hémoglobine. L'agencement des monomères les uns par rapport aux autres est décrit par la structure quaternaire de la protéine.
Cet article s'intéresse aux monomères selon leur définition en chimie.

## Fonctionnalité
Un monomère peut contenir une ou plusieurs fonctions chimiques susceptibles de participer à la réaction de polymérisation.
Chaque groupe fonctionnel d'une molécule de monomère contient un ou plusieurs sites réactifs (ou sites actifs) capables de former une liaison chimique avec une autre molécule de monomère. La fonctionnalité d'un monomère est égale au nombre de sites réactifs que comporte chacune de ses molécules.
- Si la fonctionnalité des monomères est égale à deux, on parle de monomères bifonctionnels. La polymérisation fournit des polymères linéaires (monodimensionnels) ou cycliques (macrocycles).

Exemple : les molécules insaturées comportant une double liaison comme la molécule de chlorure de vinyle (nom systématique : chloroéthène) possède deux sites réactifs :
site réactif →← site réactif
La double liaison peut s'ouvrir pour former deux liaisons carbone-carbone simples avec deux autres molécules de chloroéthène, ce qui conduit à la formation d'une molécule de poly(chlorure de vinyle).
- Si la fonctionnalité moyenne des monomères est supérieure à deux, on parle de monomères plurifonctionnels. Les macromolécules formées contiendront des points de branchement (nœuds) et formeront des polymères ramifiés et au-delà d'un taux de conversion critique de la réaction de polymérisation, il se formera des polymères réticulés (tridimensionnels).

Exemple : les molécules insaturées comportant une triple liaison ont une fonctionnalité égale à quatre.
Les monomères sont aussi impliqués dans la formation des exciplexes et des excimères.

## Nombre de monomères impliqués dans une polymérisation
Une polymérisation ayant lieu avec un seul type de monomère s'appelle une homopolymérisation et donne un homopolymère.
Une polymérisation ayant lieu avec au moins deux types de monomères s'appelle une copolymérisation et donne un copolymère. Les monomères utilisés lors d'une copolymérisation sont appelés comonomères. La copolymérisation peut donner : 
- un copolymère, lorsque ce n'est pas spécifié, issu de la copolymérisation de deux comonomères ;
- un terpolymère, issu de la copolymérisation de trois comonomères ;
- un quaterpolymère, issu de quatre comonomères.

## Classification
Selon leur origine, les monomères peuvent être synthétiques ou naturels. Les principaux monomères naturels sont :
- les acides aminés qui forment les protides (peptides et protéines) ;
- les oses (monosaccharides) qui forment les osides ;
- les nucléotides qui forment les oligonucléotides et les polynucléotides comme les acides nucléiques ADN et ARN ;
- les isoprènes qui forment les terpènes et les polyisoprènes comme le cis-1,4-polyisoprène (caoutchouc naturel) et le trans-1,4-polyisoprène (gutta-percha, balata).

Selon leur composition, les monomères peuvent être :
- organiques : cas le plus fréquent ;
- inorganiques-organiques[4] : tétraéthoxysilane ;
- inorganiques : dioxyde de carbone[5],[6], dioxyde de soufre[7].

Selon leur état physique, les monomères peuvent se présenter à température ambiante et pression atmosphérique à l'état :
- solide - poudre ;
- liquide : dans ce cas le monomère (exemple : le styrène) peut servir à diluer une résine polyester pour la rendre liquide (présente de 5 à 50 % en masse) pour faciliter le laminage de matériel composite ;
- gazeux : éthylène, chlorure de vinyle (VCM), propène, dioxyde de carbone, dioxyde de soufre.

## Monomères utilisés en polymérisation radicalaire
Le tableau suivant classe les monomères utilisés en polymérisation radicalaire du plus réactifs au moins réactifs. Cette réactivité diminue avec l'augmentation de l'encombrement stérique.
| Monomère          | Formule       | Exemples de monomères                                      | Exemples de polymères                                                                       |
| ----------------- | ------------- | ---------------------------------------------------------- | ------------------------------------------------------------------------------------------- |
| Non substitué     | CH2=CH2       | Éthylène                                                   | PE                                                                                          |
| Mono-substitué    | CH2=CHR       | Propylène, styrène, chlorure de vinyle, fluorure de vinyle | La majorité des polymères résultants de polymérisation radicalaire : PP, PS, PVC, PVF, etc. |
| 1,1- di-substitué | CH2=CRR/      | 1,1-Dichloroéthène, 1,1-Difluoroéthène                     | PVDC, PVDF                                                                                  |
| 1,2- di-substitué | CHR=CHR/      |                                                            |                                                                                             |
| Tri-substitué     | CHR=CR/R//    |                                                            |                                                                                             |
| Tétra-substitué   | CRR/=CR//R/// | Tétrafluoroéthylène, chlorotrifluoroéthylène               | PTFE, PCTFE                                                                                 |